# The Eternal Magdalene
The Eternal Magdalene er en amerikansk stumfilm fra 1919 af Arthur Hopkins.

## Medvirkende
- Maxine Hicks
- Marguerite Marsh som Elizabeth Bradshaw
- Charles Dalton
- Charles Trowbridge
- Donald Gallaher